# أقتشلي سفلي
أقتشلي سفلي (بالفارسية: آقچلی سفلی) هي قرية تقع في غلستان في إيران. يقدر عدد سكانها بـ 1259 نسمة بحسب إحصاء 2016.